# ハリー・プラマー
ハリー・プラマー（Harry Plummer、1998年6月19日 - ）は、ニュージーランド出身のラグビーユニオン選手。スーパーラグビーのブルーズと、NPCのオークランドに所属している。

## プロフィール
- ニュージーランドオークランド出身[1]。
- ポジションはスタンドオフ(SO)。
- 身長 184cm、体重 94kg
- ニュージーランド代表キャップは1（2024年11月現在）。

## 経歴
オークランドのセント・ピーターズ・カレッジ卒。
2017年、ニュージーランド州代表選手権（NPC）のオークランドに加入。
2018年、U20ニュージーランド代表に選出され、ワールドラグビーU20チャンピオンシップに出場した。
同じく2018年、スーパーラグビーのブルーズと契約した。
2024年9月22日、ザ・ラグビーチャンピオンシップ2024第5節オーストラリア戦で、ニュージーランド代表（オールブラックス）として後半37分で出場し、初キャップを獲得。同年11月にはオールブラックスXVに初選抜された。
2024年11月21日、2025-2026シーズンからトップ14ASMクレルモン・オーヴェルニュと3年契約を結んだと発表。